# Quá liều barbiturat
Quá liều barbiturat là ngộ độc do dùng quá nhiều barbiturat. Các triệu chứng thường bao gồm khó suy nghĩ, phối hợp kém, giảm mức độ ý thức và giảm nỗ lực để thở (suy hô hấp). Các biến chứng của quá liều có thể bao gồm phù phổi không do tim mạch. Nếu cái chết xảy ra, điều này thường là do ngừng thở.
Quá liều barbiturat có thể xảy ra do tai nạn hoặc cố ý tự tử. Các tác dụng độc hại là phụ gia cho rượu và các chất benzodiazepin. Liều gây chết thay đổi tùy theo dung nạp của một người và cách dùng thuốc. Tác dụng của barbiturat xảy ra thông qua chất dẫn truyền thần kinh GABA. Phơi nhiễm có thể được xác nhận bằng cách kiểm tra nước tiểu hoặc máu.
Điều trị bao gồm hỗ trợ hô hấp và huyết áp của người bệnh. Mặc dù không có thuốc giải độc, than hoạt tính có thể hữu ích. Có thể phải dùng nhiều liều than hoạt tính. Chạy thận nhân tạo đôi khi có thể được xem xét. Kiềm hóa nước tiểu không được tìm thấy là hữu ích. Mặc dù một khi là nguyên nhân phổ biến của quá liều, barbiturat hiện là một nguyên nhân hiếm gặp.

## Cơ chế
Barbiturat làm tăng thời gian chloride của thụ thể GABA được mở ra, do đó làm tăng hiệu quả của GABA. Điều này trái ngược với các loại thuốc benzodiazepin làm tăng tần số chloride được mở ra, do đó làm tăng hiệu lực của GABA.